# قضیه تلگان
قضیه تلگان یکی از قضایای کلی و مهم در نظریه شبکه است. اگر گراف شبکهٔ G را برای یک شبکهٔ فشردهٔ دلخواه رسم کنیم، گرافی با b شاخه حاصل خواهد شد. قضیهٔ تلگان بیان می‌کند در صورتی که ولتاژ همهٔ شاخه‌ها محدودیت‌های در نظر گرفته‌شده در قانون ولتاژ کیرشهف و جریانشان تمام محدودیت‌ها در نظر گرفته‌شده در قانون جریان کیرشهف را برآورده سازد، در این صورت:
{\displaystyle \sum _{k=1}^{b}v_{k}i_{k}=0}
این قضیه بسیار کلی است و هر شبکهٔ فشرده‌ای شامل هر تعداد اجزای خطی یا غیر خطی، پسیو یا اکتیو، تغییرپذیر با زمان یا تغییرناپذیر با زمان را شامل می‌شود.
به بیان ساده‌تر در مدارهای فشرده، مجموع حاصل‌ضرب‌های ولتاژ و جریان تمام شاخه‌ها برابر صفر است و به طبیعت شاخه‌ها بستگی ندارد.